# Salim Group
Salim Group – największy konglomerat w Indonezji. Został założony w październiku 1972 roku.
Do Salim Group należy m.in. firma Indofood Sukses Makmur (największy na świecie producent makaronu instant) oraz Bogasari (przedsiębiorstwo młynarskie).